# Samy Hamdy Rabie Moustafa
Samy Hamdy Amin Rabie Moustafa – (13 de enero de 1998) es un deportista egipcio que compite en lucha libre. Ganó una medalla de plata en el Campeonato Africano de Lucha de 2016, en la categoría de 74 kg.

## Palmarés internacional
| Campeonato Africano | Campeonato Africano | Campeonato Africano | Campeonato Africano |
| Año                 | Lugar               | Medalla             | Categoría           |
| ------------------- | ------------------- | ------------------- | ------------------- |
| 2016                | Alejandría (Egipto) | Medalla de plata    | 74 kg               |